# Hävstångsformeln
Hävstångsformeln är ett definitionsmässigt samband som åskådliggör påverkan på en ägares avkastning från rörelsens avkastning, räntenivåer och skuldsättningsgraden. Effekten av en hög skuldsättningsgrad kallas också hävstångseffekt.

## Översikt
I Sverige kallas hävstångsformeln ibland Johanssonformeln efter professor Sven-Erik Johansson vid Handelshögskolan i Stockholm som lanserade begreppet för en bredare publik i Sverige.
Formelns enklaste variant skrivs
{\displaystyle R_{E}=R_{T}+(R_{T}-R_{S}){\frac {S}{E}}.}
Följande definitioner gäller:
- {\displaystyle R_{E}} är räntabilitet på eget kapital i procent, det vill säga ägarnas avkastning på insatt kapital. Beräknas som nettoresultat genom eget kapital.
- {\displaystyle R_{T}} är räntabilitet på totalt kapital vilket beräknas som rörelseresultat + övriga intäkter (det vill säga resultatet före finansiella kostnader och skatt) dividerat med totala tillgångarnas bokförda värde
- {\displaystyle R_{S}} är genomsnittlig skuldränta i procent
- {\displaystyle S/E} är skuldsättningsgraden definierad som skuldernas storlek i förhållande till eget kapital

Hävstångsformeln kan härledes genom att lösa ut {\displaystyle R_{E}} från sambandet för avkastning på totalt kapital: {\displaystyle R_{T}=R_{E}{\frac {E}{S+E}}+R_{S}{\frac {S}{S+E}}.}
Hävstångsformeln är ett användbart enkelt analysverktyg för att belysa effekter på lönsamhet av olika val av finansiering. En hög skuldsättningsgrad ger möjligheten att öka avkastningen för ägarna kraftigt om rörelsen genererar bättre avkastning än låneräntan. Å andra sidan kan resultatet blir kraftigt negativt om räntenivåerna för lånat kapital stiger och överstiger avkastningen på rörelsen. 
Det är möjligt att göra hävstångsformeln mer realistisk genom att avkastningen mäts på sysselsatt kapital, det vill säga med beaktande av att en del av tillgångarna finansieras utan kostnad med räntefria lån, som leverantörsskulder och andra rörelseskulder. Den kan också ta hänsyn till skatteeffekter.

### Känslighetsanalys med hävstångsformeln
Ett exempel är en rörelse som genererar 8 % avkastning på totalt kapital. Upplåningskostnaden är 6 % och bolaget är finansierat med en tredjedel eget kapital och i övrigt med banklån. Insatt i formeln ger det 8 + (8-6)*2/1 = 12 procents avkastning på eget kapital. 
Ökas skuldsättningsgraden till 4/1 ger det en {\displaystyle R_{E}} på 8 + (8-6)*4/1= 16 procents avkastning. Alltså ökar avkastningen på eget kapital om större andel av bolagets tillgångar kan finansieras med banklån givet att låneräntan är lägre än rörelsens avkastning. 
Om å andra sidan lönsamheten sjunker verkar hävstången i andra riktningen. Anta att rörelsen ger ett nollresultat. Räntabiliteten på eget kapital blir då negativ enligt formeln 0 + (0-6) * 4/1 = - 24 %. Detta innebär att 24 % av eget kapital förbrukas på ett år.